# 크리스 카펜터
크리스토퍼 존 카펜터(Christopher John Carpenter, 1975년 4월 27일 ~ )는 은퇴한 미국의 프로 야구 투수이다. 그는 1997년부터 2012년까지 메이저 리그 베이스볼에서 토론토 블루제이스와 세인트루이스 카디널스를 위하여 15개의 시즌들을 활약하였다. 사이 영 상 수상자와 2회의 월드 시리즈 챔피언인 그는 또한 3회의 올스타 선발 선수이기도 하였다. 추가로 그는 2회의 스포팅 뉴스 올해의 내셔널 리그 투수로 선정되었고 부상을 극복함으로 올해의 복귀 선수의 수를 위하여 투표되었다.
2014년 12월 9일 미주리주 스포츠 명예의 전당은 카펜터를 그들의 2015년 클래스에서 헌액자로 공고하였다. 2016년 4월 29일 카디널스는 그해 8월 27일을 위하여 예정된 안치와 함께 프랜차이즈 명예의 전당으로 팬들에 의하여 카펜터가 투표 되었다고 공고하였다.

## 어린 시절과 아마추어 경력
뉴햄프셔주 엑시터에서 태어난 카펜터는 리틀 리그 야구, 베이브 루스 리그와 아메리칸 리전 야구에서 활약하였다. 맨체스터에 있는 트리니티 고등학교에서 수학하는 동안에 그는 야구와 하키 둘다에서 3년 동안 전주립 대회에 선발되었다. 1992년 주니어로서 그의 야구 팀은 주립 선수권을 우승하였다. 그는 시니어로서 보스턴 글로브 전학교 팀을 위하여 선발되었다. 1993년 자신의 시니어 캠페인에서 그는 올해의 선수 명예들을 얻었다.

## 드래프트와 마이너 리그 (1994 ~ 97)
토론토 블루제이스는 1993년 메이저 리그 베이스볼 드래프트 첫 라운드와 15위 순위에서 카펜터를 선발하였다. 그는 58만 달러를 위하여 계약을 맺었다. 6 피트 6 인치로 스카우트들은 그의 사이즈에서 세력있게 보았고 프로젝트적으로 낮은 90년대 패스트볼과 파워적 커브볼을 보았다. 하지만 그는 자신의 통제와 체인지업을 개발하는 데 필요하였으며 그는 자신 경력의 초기에 견실히 자신의 통제와 분투하였다. 그는 1994년 짧은 시즌 파이오니어 리그의 메디신 햇 블루제이스와 함께 마이너 리그 야구에서 자신의 프로 경력을 시작하였다. 그레이트폴스 다저스를 상대로 자신의 데뷔에서 그는 1안타 볼의 6개의 득점없는 회들을 던져 방향을 따라 9번이나 3짐 시켰다. 그는 레스브리지 마운티스를 꺾을 때 7월 2일 이번 주의 투수 상을 청구하였다. 그의 초기 성공은 자신이 80개의 스트라이크아웃, 39개의 볼넷과 84와 3분의 2회 투구에서 76개의 안타를 허용하면서 2.56 방어율과 끝내면서 지속적으로 시즌을 통하였다. 그는 6 승 3 패의 기록과 함께 시즌을 끝냈고 리그의 3번째로 가장 낮은 방어율에서 몰아넣었다. 그는 또한 리그 감독들에 의하여 에런 분과 레이 브라운의 뒤로 파이오니어 리그의 3번째 전망으로서 뽑혔다.
블루제이스는 카펜터를 1995년 플로리다 주립 리그의 클래스 A 더니든 블루제이스로 승진시켰다. 베이스볼 아메리카는 시즌 이전에 전부의 마이너 리그들에서 100번째 전망으로 등급을 매겼다. 그는 15개의 출발을 만들고 99와 3분의 1회 투구에서 2.17 방어율을 산출하였다. 그 출발들의 13개에서 그는 3개 혹은 그보다 적게 자책점을 산출하였다. 그는 56개의 스트라이크아웃과 50개의 볼넷과 함께 부족한 K/BB 비율을 공표하였다. 서던 리그의 AA 녹스빌 블루제이스로 승진 후에 그는 5.18의 방어율, 53개의 스트라이크아웃과 1.17 K/BB와 함께 분투하였다.
다음 시즌 녹스빌로 독아온 카펜터의 베이스볼 아메리카 평점은 전부의 마이너 리그 선수들 중에 82위로 올라갔으며 팀에서 3위였다. 5월 17일 캐롤라이나 머드캣츠를 상대로 투구하면서 그는 6회와 7회에서 6명의 타자들을 스트라이크아웃 시켰다. 그달을 위하여 그는 1.91 방어율을 허용하고 3 승 0 패 이후에 이달의 녹스빌 투수였다. 그는 전체의 시즌을 거기서 보내고 150명을 스트라이크아웃 시키고 1.61 K.BB를 수집하는 동안에 28개의 경기들을 출발하여 171과 3분의 1 회들을 투구하고 161개의 안타, 75개의 득점과 91개의 볼넷을 허용하였다. 그는 9개의 다른 경기들에서 8명 혹은 그 이상의 타자들을 스트라이크아웃 시키고 출발, 투구한 회와 스트라이크아웃에서 크럽을 이끌었다. 총계의 스트라이크아웃은 클럽 역사상 1988년 알렉스 산체스의 166개의 기록 뒤로 3위를 위하여 그를 동점을 매겼다. 한산기의 애리조나 가을 리그에서 피닉스 디저트독스를 위하여 활약한 그는 10개의 출발에서 2 승 0 패를 공표하고 2.33의 방어율과 43개의 스트라이키아웃을 가졌다. 그는 그 클럽의 MVP로 임명되었다.
1997년 베이스볼 아메리카는 마이너 리그에서 카펜터의 전망을 28위로 승진시켰다. 그는 자신이 3.88의 방어율과 1 승 3 패의 기록을 위하여 시즌의 첫 7개 출발들을 만든 인터내셔널 리그의 AAA 시라큐스 스카이치프스와 함께 시즌을 시작하였다. 블루제이스는 5월 10일 그의 계약을 매입하여 그의 첫 메이저 리그 소집령을 의논하였다.

## 토론토 블루제이스 (1997 ~ 2002)
카펜터는 1997년 5월 12일 미네소타 트윈스를 상대로 출발 선수로서 자신의 메이저 리그 베이스볼 데뷔를 항 12 대 2의 패배에서 5명을 스트라이크아웃 시키는 동안에 8개의 안타, 7개의 득점과 3개의 볼넷과 함께 3회를 완료하였다. 그의 첫 스트라이크아웃 희생자는 폴 몰리터였다. 22세 18일의 나이에 그는 블루제이스를 위하여 6번째로 최연소 출발 투수가 되었다. 12.71의 방어율과 0 승 2 패와 함께 2개의 경기들에 더 출연한 후에 그는 시라큐스 스카이치프스로 돌아갔다. 시라큐스에서 카펜터의 2번째 라운드는 5월 28일 리치먼드 브레이브스를 상대로 경기의 완봉을 완료한 7회를 포함한 12개 더의 출발들로 이루어졌다. 1997년 시라큐스에 총 19개의 경기들을 시작한 그는 120개의 회들을 투구하고 113개의 안타와 4.20의 방어율을 허용하였다. 그는 1.83 K/BB를 위하여 53개의 볼넷과 함께 97개의 스트라이크아웃을 공표하여 메디신 햇에서 활약한 이래 자신의 최고 풍모였다. 하지만 그의 홈런 비율은 16개의 홈런을 항복한 후에 올랐다. 그의 이전 최고 기록은 1996년 녹스빌에서였다.
블루제이스는 7월 29일 카펜터가 시즌의 균형을 위하여 출발 순환에서 남아있던 시라큐스로부터 카펜터를 다시 소집하였다. 자신의 첫 5개의 메이저 리그 베이스볼 판정을 패한 카펜터는 자신의 첫 메이저 리그 우승을 위하여 8월 19일 시카고 화이트삭스를 6 대 5로 꺾었다. 그는 애너하임 에인절스에 2 대 0으로 승리를 거둔 9월 9일에 완료한 자신의 첫 메이저 리그 베이스볼 경기 완봉을 투구하였다. 시즌의 그의 최종적 9개의 출발들의 각각에서 카펜터는 블루제이스와 함께 자신의 시즌 방어율을 낮추었다. 그 동안에 그는3.30의 방어율을 위하여 60개의 투구한 회에서 22개의 자책점을 허용하고 3 승 3 패와 함께 명예를 얻었다. 그는 자신의 신인 선수 시즌을 3 승 7 패의 기록과 5.09의 방어율과 함께 끝냈다.
상연의 분투들이 1998년 초순에 카펜터를 귀챦게 하였다. 자신의 첫 2개의 출발에서 합쳐진 9.00의 방어율과 함께 겨우 10회 이후에 블루제이스는 그를 불펜으로 옮겼으며, 5월 말까지 거기에 남아있었다. 5월 18일 그는 4개의 회들을 합계하고 6명을 스트라이크아웃 시켰다. 그 무대는 자신이 9개의 출연을 만든 시즌을 위하여 자신의 총계의 구원 투수 일을 포함하였고 22와 3분의 2의 투구한 회들을 완료하여 2.38의 방어율을 허용하고 1 승 0 패의 기록을 날랐다. 카펜터가 출발 회전으로 돌아온 후, 그는 자신의 첫 완료 경기이자 시즌의 완봉이었던 탬파베이 레이스를 상대로 한 7월 4일의 경기에서 자신의 4개의 안타 완료 경기 완봉을 얻었다. 12일 후에 화이트삭스를 상대로 시즌 사상, 그러고나서 경력 사상 10명을 스트라이크아웃 시켰다.
8월 4일 텍사스 레인저스를 향한 그는 11 대 9의 패배에서 경력 사상 7회로 걸어갔다. 그는 8월 11일부터 21일까지 열에서 3개의 경기를 우승하였다. 그의 9월 총계들은 5개의 출발에서 3 승 0 패와 2.55의 방어율, 그리고 겨우 9개의 볼넷과 26개의 스트라이크아웃과 함께 35와 3분의 1의 투구한 회였다. 카펜터의 시즌으로 종결은 시작으로 우수한 선수로 증명하였으며 자신의 최종적 10개의 출발들의 8번째에서 그는 3개 혹은 그보다 적은 득점들을 과하였다. 그의 6.99의 K/9 비율은 아메리칸 리그에서 10위였다. 하지만 그의 홈구장과 순회 상연들은 고르지 않았으며, 홈구장에서 그의 방어율은 3.66이었고 그의 순회 상연 방어율은 5.24였다. 그는 또한 블루제이스가 플레이오프 위치를 위하여 늦은 추진을 이루면서 자신의 7개 판정들 중의 6개를 우승하였다. 하지만 블루제이스는 플레이오프들을 놓치고 아메리칸 리그 와일드 카드를 위하여 보스턴 레드삭스에 밀려 4개의 경기들을 끝냈다. 12 승 7 패의 기록과 4.37의 방어율과 함께 그의 12개의 우승들은 클럽에 2번째로 최고의 총계를 위하여 팻 헨트겐과 동점을 매겼다.
카핀터는 부상을 겪은 1999년 시즌을 통하여 싸웠다. 시초에 그는 지속적으로 시즌 전으로부터 실력있는 완료를 하여 자신의 첫 9개의 출발들에서 3개 혹은 그보다 적은 자책점을 허용하고, 3 승 4 패와 3.02의 방어율과 명예를 얻었다. 그의 시즌의 첫 패배는 4월 10일 볼티모어에서 1 대 0의 판정에서 왔다. 그의 시즌의 2번째 출발은 레이스를 상대로 4월 15일에 홈구장에서 11 대 1로 완료한 경기의 2개의 안타에서 결과를 가져왔다. 4월을 위하여 그의 상연은 2 승 1패와 2.55의 방어율을 포함하였다. 하지만 결과는 5월에 전환되었으며, 그는 4.50의 방어율과 함께 6개의 출발들에서 1 승 4 패였다. 투구한 팔꿈치 염증이 6월 3일부터 28일까지 장애자 명단에 그를 주둔시켰다. 활약에 돌아온 후에 그는 8월 11일을 통하여 8개의 출발들에서 다음의 5개의 판정들을 우승하였다. 7월 3일 그는 탐파베이 레이스를 완봉하여 자신 경력의 3번째였고, 겨우 3개의 안타들을 허용하였다. 올스타 브레이크에서 그의 시즌 산출은 6 승 5 패와 함께 3.24의 방어율이었다. 그는 6월과 7월을 통하여 효과적으로 남아있었으며, 3.62의 방어율과 함께 49와 3분의 1의 투구한 회에서 20개의 자책점을 허용하였다.
하지만 올스타 브레이크에 이어 카펜터의 상연은 쇠약해졌으며, 10개의 출발들에서 그의 기록은 6.31의 방어율과 함께 3 승 3 패였다. 카펜터의 8월 방어율은 6.46이었고 그의 시즌은 제임스 앤드루스 박사가 뼈의 가시를 빼는 데 수술을 시작하면서 9월 16일에 끝났다. 그는 150개의 투구한 회들과 24개의 출발에서 9 승 8 패, 4.38의 방어율과 끝냈다. 24개의 출발들의 16개에서 그는 3개 혹은 그보다 적은 득점을 허용하였다. 9명의 주자들 중의 3명 만이 성공적으로 도루하였다. 그의 홈구장과 순회 상연들은 또한 전의 시즌으로부터 한수 위였으며, 그의 방어율은 홈구장에서 4.21, 순회 상연에서 4.54였다.
카펜터가 이어서의 시즌에 의미있게 건강을 향상시킨 것을 찾았어도 그는 그의 시즌의 통계적으로 최악의 시즌을 통하여 난투하였다. 그는 겨우 16개의 투구한 회들을 완료하고 18개의 안타, 6개의 홈런과 7.31의 방어율을 위한 10개의 볼넷을 허용한 자신의 3개의 출발들을 패하였다. 시즌의 그의 첫 우승은 4월 21일 뉴욕 양키스를 상대로 8 대 3으로 우승한 경기였다. 카펜터는 자신의 다음 출발을 우승하고 5.25의 방어율과 2 승 3 패와 함께 4월을 끝냈다. 레드 삭스의 에이스이자 그해의 사이 영 상 수상자 페드로 마르티네스를 반대한 카펜터는 3 대 2의 판정에서 승리를 일으켰다. 그가 우승 리곡을 가진 시즌에서 단 하나의 포인트는 6월 14일 블루제이스가 디트로이트 타이거스를 8 대 1로 꺾어 자신의 기록을 6 승 5 패로 놓았을 때였다. 그는 방향의 나머리를 3 승 7 패로 갔다. 반어적으로 그는 자신의 다음 출발에서 타이거스를 상대로 경력 사상 9개의 득점을 허용하였다. 그는 2개의 출발 후에 오리올스를 상대로 9개의 자책점을 허용하려 하였다. 블루제이스는 그를 불펜으로 옮기고 그는 7월 22일 2년 이상에 자신의 첫 구원 투수 출연을 하였다. 그는 2개의 출발들을 위하여 순환에 돌아왔으나 둘다의 때에 3과 3분의 1의 투구한 회만에 오래갔다.
8월의 시작에서 6.99의 방어율과 함께 7 승 10 패의 기록을 세운 후, 그는 다시 출발 순환에서 불펜으로 옮겨졌다. 그는 6개의 구원 투수에 더 나와 2개를 우승하였으나 6.63의 방어율을 허용하였다. 그의 8번째 우승은 캔자스시티 로열스를 상대로 득점하지 않은 구원의 4와 3분의 1의 투구한 회에서 왔다. 카펜터는 미네소타 트윈스에 상대에서 8월 13일 자신의 9번째 우승을 위하여 구원에서 또다른 5와 3분의 1회를 투구하여 7명의 선수들을 스트라이크아웃 시켰다. 8월 29일부터 9월 28일까지 그는 순환으로 돌아왔다. 9월 16일 시카고 화이트삭스를 상대로 경연에서 호세 발렌틴의 방망이에 의하여 쳐진 공이 그의 얼굴에 스트라이크 되어 그를 경기로부터 몰아냈다. 그는 12일 후에 배치로 돌아왔다. 하지만 그 시즌의 그의 최종적 출발에서 그는 오리올스에서 23 대 1로 패한 경기에서 패배한 투수였으며, 3개의 회들에서 4개의 득점을 산출하였다. 건강이 향상되면서 카펜터는 새로운 겨력 사상 175와 3분의 1의 회들을 투구하였으나 6.26의 방어율을 위한 아메리칸 리그 사상 122개의 자책점을 항복하였다.
2001년 시즌을 13개의 득점하지 않은 회들과 시작하면서 그는 11개의 스트라이크아웃과 함께 레이스를 상대로 11 대 0으로 자신의 첫 출발을 우승하였다. 그의 4월 총계는 3.15의 방어율과 2 승 1 패를 포함하였다. 그는 그의 첫 완료 경기와 시즌의 완봉을 위하여 5월 29일 화이트삭스에 승리를 거둔 4 대 0의 경기에서 6명의 타자들을 토스하였다. 그는 5월에 3개의 우승들을 얻어 1998년 9월 이래 자신의 한달에 첫 3개의 우승이었다. 6월 말에 카펜터는 3.67의 방어율과 함께 7 승 4 패의 기록을 가졌다. 하지만 그는 7월 1일부터 8월 19일까지 10개의 출발들에 자신의 다음의 7개의 판정을 패하여 7 승 11 패와 4.59의 방어율로 떨어졌다. 리 스티븐스는 몬트리올 엑스포스를 상대로 7월 6일의 경기에서 자신의 500번째 경력 스트라이크아웃 조난자가 되었다. 연정 연패는 스티븐스가 오리올스를 상대로 7개의 완봉회들과 함께 8월 24일에 끝났다. 9월 4일 그의 3번째 경력 경기는 자신이 12개의 스트라이크아웃과 함께 경력 사상을 세운 경연에서 양키스의 14 대 0의 패배였다. 그는 8개의 출발들에서 자신의 마지막 4개의 판정을 우승하여 2.52의 방어율을 위하여 51개의 투구한 회에서 14개 만의 자책점을 허용하였다 그는 11 승 11 패의 기록과 4.09의 방어율과 함께 끝냈다. 그의 11개의 승리들은 팀 사상을 위하여 에스테반 로아이자와 폴 퀀트릴과 함께 동점을 매겼고, 그는 로이 할러데이와 함께 미래의 블루제이스 출발 선수들 중의 하나로 숙고되었다. 올스타 브레이크에 대비하여 그는 3.99의 방어율과 함께 7 승 5 패였다. 후에 그는 3.21의 방어율과 4 승 6패였다. 그는 아메리칸 리그에서 4번째 최고 총계였던 시즌에 29개의 홈런을 허용하였다.
2002년 4월 1일 레드삭스를 상대로 펜웨이 파크에서 블루제이스는 카펜터를 그의 경력에서 처음으로 그들의 오프닝 데이 출발 선수로 임명하였다. 그는 이 출발에서 진동시켜 2와 3분의 1의 회들을 기록하고 6개의 득점을 허용하였다. 그는 블루제이스가 12 대 11로 우세하면서 판정을 받지 않았다. 블루제이스는 그 출발 후에 어깨 부상으로 인하여 그를 장애자 명단에 놓았다. 4월 21일 자신의 2번째 출발을 만든 카펜터는 3개의 회들만에서 오래가 뉴욕 양키스를 상대로 3개의 득점을 허용하였다. 양키스가 9 대 2로 이기면서 패배를 차지하였다. 하지만 그는 어깨 건염으로 인하여 다시 장애자 명단에 돌아왔다. 회복 후에 카펜터는 테네시와 시라큐스 사이에 6개의 복귀를 이루었다. 그는 16.0의 투구한 회를 카버한 자신의 4개의 출발들에서 7개의 홈런을 허용하였다. 카펜터의 시즌의 첫 우승은 5개의 회들에 완료하고 2개의 득점을 허용한 애리조나 다이아몬드백스를 상대로 한 경기에 왔다.
카펜터는 자신이 시즌의 나머지를 위하여 남은 2002년 3번째로 장애자 명단에 놓였다. 9월 어깨 수술이 찢어진 얕은 흠이 있는 상순을 수선하는 데 이어졌다. 그는 마지막 58개의 투구한 회에서 4개의 홈런을 허용하였다. 카펜터는 5.28의 방어율과 함께 4 승 5 패로 한해를 끝냈다. 시즌 후에 블루제이스는 그를 40명의 등록부로부터 빼어 마자극적으로 기초를 둔 거래인 마이너 리그를 그에게 마련하였다. 카펜터는 거부하였고 자유 계약 선수가 되는 데 그를 허락하였다.

## 세인트루이스 카디널스 (2003 ~ 13)

### 어깨 문제로부터 회복과 올해의 복귀 선수 (2003 ~ 04)

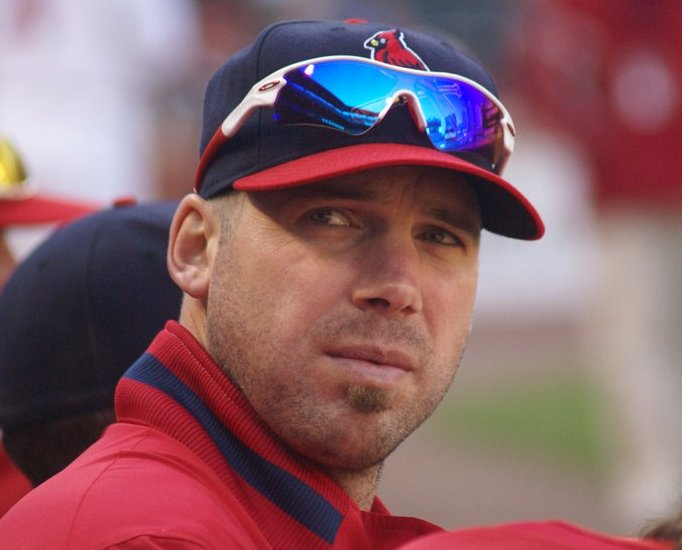
세인트루이스 카디널스와 함께

세인트루이스 카디널스는 카펜터가 2003년 시즌의 중반 즈음에 준비될 예상에서 팔꿈치 수술로부터 아직도 회복하는 동안에 2002년 12월 13일 그를 계약하였다. 그는 복직 지정 선수로서 8개의 마이너 리그 출발들을 만들었다. 2003년 11월 카더널스는 2백만 달러 가치의 2004년을 위한 카펜터의 선택을 거절하고 대신 20만 달러를 위하여 그에게 손을 떼고 그를 다시 자유 계약 선수로 만들었다. 양쪽은 새로운 계약에 협상을 하고 12월 3일 30만 달러를 위하여 재계약을 맺었다.
2004년 시즌을 위하여 완전히 회복된 카펜터는 카디널스의 출발 회전에서 정규적이 되었다. 자신의 카디널스 경력의 첫 11개의 출발은 3.42의 방어율과 7 승 1 패의 기록을 포함하였다. 4월 9일 그는 애리조나 다이아몬드백스를 상대로 13 대 7의 득점에서 첫 카디널스의 우승과 자신 경력의 50번째 우승을 얻었다. 그는 5월 28일 휴스턴 애스트로스와 전 블루제이스 회전 동료 선수 로저 클레멘스를 상대로 균형을 이루어 자신의 2개의 안타 만을 허용하는 동안에 8개의 득점하지 않은 회들을 투구하였다. 그달에 카펜터는 5개의 경기들을 시작하여 자신이 2.62의 방어율을 허용하면서 4 승 0 패와 명예를 얻었으며, 최종적으로 그의 연정은 6개의 경기들에 도달하였다.
신시내티 레즈를 상대로 7월 5일에 그는 4 대 1의 승리에서 잣니 겨력의 700번째를 위하여 애덤 던을 포함한 8명의 선수들을 스트라이크아웃 시켰다. 그는 8월 20일 피츠버그 파이리츠를 상대로 더블헤더의 2번째 경기에서 자신 경력 사상의 새로운 13번째 우승을 설립하였다. 8월 26일 레즈를 상대로 리매치에서 그는 시즌의 자신의 단 하나의 8회 완료 경기에서 11명을 스트라이크아웃 시켰다. 카펜터는 자신의 19개의 출발들에서 113명을 스트라이크 시키는 동안에 22회만 4구에 의한 출구로 들어갔다. 그의 오른쪽 이두근에서 치수 문제가 9월에 그의 시즌을 이르게 끝냈다.
시즌을 위하여 카펜터는 15개의 승리, 3.46의 방어율과 7.5 K/9과 함께 당시 경력 최고 기록들을 설립하고 메이저 리그 선수로서 처음으로 1회에 하나보다 적은 안타를 허용하였다. 2001년 이래 그의 최고의 토탈 182회의 투구를 작성하였다. 그의 방어율은 내셔널 리그에서 13위에 놓였다. 카디널스의 직원들은 1944년 이래 내셔널 리그 사상 105개의 경기들을 우승하고, 1987년 이래 첫 내셔널 리그 페넌트를 우승하면서 방어율(3.75)에서 리그에서 2위로 왔다. 치수 문제는 보스턴 레드삭스가 우승한 자신의 첫 월드 시리즈 출연이 될 것을 포함하여 카펜터가 공식 이후의 시즌을 놓치는 원인을 가져왔다. 카펜터는 스포팅 뉴스와 메이저 리그 베이스볼 선수 협회의 선수 선택상 시리즈에서 내셔널 리그 복직 선수 상을 받았다.

### 사이 영 상 수상자 (2005)
2005년 자신의 첫 오프닝 데이 시작과 그의 경력의 2번째를 위하여 카디널스는 카펜터를 부탁하였다. 그는 카디널스를 위하여 처음으로, 저체로 2번째로 애스트로스를 향하여 7 대 3의 우승에서 7개의 회들에 4개의 안타를 허용하였다. 4월 15일 그는 2008년을 위한 귀속 확정 선택과 함께 2007년을 통하여 2년 연장에 계약을 맺었다. 그는 4월 21일 시카고 컵스를 상대로 3년에 자신의 첫 완봉을 얻고 4월 27일 밀워키 브루어스를 상대로 7과 3분의 2의 투구한 회들을 스트라이크아웃 시키면서 경력 사상의 기록을 동점매겼다.
6월 14일 카펜터는 자신을 드래프트한 팀 블루제이스를 상대로 7 대 0의 우승에서 10명을 스트라이크아웃 시키는 동안에 1개의 안타 완봉을 투구하였다. 그 일은 카디널스 역사상 19번째 완료 경기의 단 하나의 타자였다. 그 경연은 9월 23일까지 회전된 연정인 카디널스가 우승한 자신의 17개의 연속적 출발들의 처음을 발 포하였다. 다른 연정들은 그 경기와 함께 동시에 일어났다. 하나는 132와 3분의 1의 투구한 회만을 산출한 동안 16개의 출발들에 1.36의 방어율과 함께 13개의 개인 연정 연승이었다. 두번째로 그는 16개의 연속적 출발들에서 패하지 않는 데 1920년 이래 라이브볼 시기에서 첫 투수였으며, 7개 혹은 그 이상의 회들을 완료하고 각각의 경기에서 3개 혹은 그보다 적은 득점을 허용하였다. 3번째로 5월 7일로 돌아가서 그는 22개의 연속적 특성있는 출발들을 산출하였다. 4번째로 그는 시즌의 자신의 첫 12개의 순회 경연 출발들을 우승하였다. 5번째로 그는 1970년 밥 깁슨 이래 10개의 연속적 순회 아웃을 이기는 데 첫 내셔널 리그 투수였다. 둘은 블루제이스를 상대로 한 경기 후에 시작하고 카펜터는 파이리츠를 상대로 8 대 0의 우승에서 11개를 스트라이크아웃 시켜 자신의 3번째 완료 경기 완봉을 들어올렸다. 그는 6월 메이저 리그를 이끄는 0.90의 방어율을 위하여 40개의 회들에서 4개의 득점을 허용하였다. 6월 25일부터 7월 6일까지 그는 경력 사상 21과 3분의 2의 연속적 무득점 회들을 던졌다.
올스타 브레이크 전에 13개의 우승과 함께 카펜터는 1984년과 1985년 호아킨 안두하르와 1999년 켄트 보턴필드를 이어서 위업을 이루는 데 3번째 카디널스 투수가 되었다. 그는 디트로이트에 있는 코메리카 파크에서 열린 올스타 경기에서 출발로 골라 잡아 릭 와이즈 이래 32년만에 첫 카디널스의 투수였다. 그는 하나의 무득점 회를 투구하였다. 7월 17일 클레멘스를 향한 또다른 제전에 카펜터는 카디널스가 3 대 0으로 우승하면서 9명의 애스트로스 선수들을 스트라이크아웃 시켰다. 그 일은 하나의 득점을 허용하거나 아무 득점을 허용하지 않은 그의 6번째 연속적 출발이었다. 그는 7월에 1.11의 방어율을 위한 40과 3분의 2 회들에 5개의 득점, 33개의 스트라이크아웃, 7개의 4구에 의한 출루와 1개의 홈런을 산출하였다. 카펜터는 1985년 안두하르 이래 8월 1일 전에 15개의 우승을 기록하는 데 첫 카디널스의 투수가 되었다 카펜터의 8월은 4 승 0 패의 기록, 2.17의 방어율과 6개의 출발들에서 38개의 스트라이크아웃의 결과를 가져왔다. 9월 3일 그는 애스트로스와 경기에서 메이저 리그의 첫 20개 경기 우승자가 되는 데 완료한 경기를 우승하였다. 그 일은 그의 28번째 출발이었으며, 1934년 디지 딘의 23번째 출발 이래 20개를 우승하는 데 그를 가장 빠른 카디널스의 선수로 만들었다. 2 승 0 패, 1.69의 방어율, 13개의 스트라이크아웃과 16과 3분의 2 투구한 회들의 기록과 함께 카펜터는 9월 4일에 끝난 주를 위하여 자신의 첫 이번 주의 내셔널 리그 선수 상을 받았다. 9월 23일 카펜터에 의한 카디널스의 17개 연속적 출발들의 연정은 브루어스에게 9 대 6으로 패하면서 끝났다.
2번째 연속적 시즌을 위하여 카디널스는 중부 디비전 챔피언으로서 되풀이하였고 내셔널 리그에서 최고 기록과 함께 최소한 100개의 경기들을 우승하였다. 카펜터는 2.83의 방어율, 213개의 스트라이크아웃, 241과 3분의 2의 투구한 회, 4개의 완봉과 21 승 5 패의 기록과 함께 최고 기록들을 세웠다. 2005년에 아무 하나의 주요 통계적 분류에 지도자가 아닌 동안에 그는 트리플 크라운 분류들에서 전부의 메이저 리그 베이스볼에서 톱 5에서 끝내는 데 단 하나의 투수였다. 순회 경기들에서 그는 2.90의 방어율과 함께 15개의 출발들에서 12 승 1패로 갔으며, 내셔널 리그에서 5위에 들어왔다. 순회에 .923의 우승 퍼센티지는 순회 경기에서 최소한 10개의 우승과 함께 전부의 투수들을 위하여 프랜차이즈 역사상 최고이다. 그는 1989년 호세 데레온 이래 시즌에서 200명을 스트라이크아웃 시키는 데 첫 카디널스의 투수였다.
전체 시즌을 위하여 결국 건강한 카펜터는 자신 경력에서 처음으로 공식 이후의 시즌에서 투구를 하여 내셔널 리그 디비전 시리즈의 1번째 경기에서 샌디에이고 파드리스를 상대로 10월 4일에 데뷔하였다. 6개의 완봉 회들에서 그는 8 대 5의 차이에서 우승을 얻었으나 손에 쥐가 난 이유로 떠났다. 카디널스는 내셔널 리그 디비전 시리즈에서 파드리스를 꺾었으나 내셔널 리그 챔피언십 리그에서 애스트로스에게 패하였다. 그의 합쳐진 공식 이후의 시즌 통계들은 2.14의 방어율과 21개의 투구한 회들과 함께 2 승 0 패의 기록이다.
자신의 정규 시즌 상연을 위하여 몇몇의 상을 수상한 후, 카펜터는 내셔널 리그 사이 영 상의 수상자였다. 그는 준우승을 한 플로리다 말린스의 돈트렐 윌리스가 총 112점을 얻는 동안 132점을 위한 19개의 1위 투표들을 축적하였다. 카펜터는 1970년에 수상한 깁슨 이래 사이 영 상을 수상하는 데 팀 역사상 두번째 투수가 되었다. 그는 내셔널 리그의 두드러진 투수를 위한 메이저 리그 베이스볼 선수 협회의 선수 선택 상을 수상하고 올해의 내셔널 리그 투수를 위한 스포팅 뉴스 상을 수상하였다. 그는 또한 올해의 야구 출발 투수 상을 수상하기도 하였다. 내셔널 리그의 두드러진 투수로서 자신의 선발을 인정하는 데 메이저 리그 베이스볼 선수 협회 신탁은 뉴햄프셔 주의 레버넌에서 크리스틴스 기프트에 2만 달러를 기여하였다. 미국 야구 작가 협회의 세인트루이스 집회는 앨버트 푸홀스와 더불어 올해의 세인트루이스 야구 선수 상의 수상자로서 그를 선발하였다. 그는 내셔널 리그 MVP 투표에서 8위를 하였다.

### 첫 월드 시리즈 챔피언십 (2006)
2006년 2번째 연속적 시즌을 위하여 카펜터는 카디널스의 오프니 데이 출발 선수였다. 4월 3일 필라델피아에서 그는 13 대 5의 경기에서 5개의 투구한 해들을 공표한 후 승리를 얻었다. 4월 8일 컵스를 상대로 6개의 회들에서 9개의 스트라이크아웃과 함께 그는 2 대 0의 선두와 함께 떠났으나 컵스가 3 대 2로 우승하면서 판정을 얻지 않았다. 4월 14일 레즈를 상대로 한 경연에서 그는 8개의 회들에서 1개 만의 득점을 허용하였으나 카펜터에 경기를 우승하는 안타를 가진 에런 하랑과 불펜이 레즈의 1 대 0 승리를 위하여 5개의 안타들에 카디널스를 입막음을 하였다. 4월 19일 PNC 파크에서 8개의 득점하지 않은 회들을 위하여 카펜터는 파이리츠의 숨을 막았고 안타의 한쌍 만을 허용하였다. 선두타자에 승리를 거둔 후, 그는 6번째 회에서 1루타를 넘겨주기 전에 15명의 연속적 타자들을 후퇴시켰다. 그 회에서 그는 자신의 1000번째 경력 스트라이크아웃을 위하여 네이트 맥루스를 삼진시켰다.
4월 24일 파이리츠를 상대로 자신의 200번째 경력 출발을 만든 카펜터는 7 대 2의 우승에서 판정을 얻었다. 6월 13일 파이리츠를 상대로 그는 13명의 개인적과 클럽 시즌 사상의 13명의 타자들을 스트라이크아웃 시켜 2 대 1의 우승에서 3개의 안타 만을 허용하였다. 그는 7월 4일 자신의 2번째 올스타 경기로 투표되었다. 그는 자신이 아직 꺾지 않은 자들의 마지막으로 남은 클럽을 상대로 자신의 첫 승리를 거두었다. 그는 자신의 첫 경력 승리를 위하여 터너 필드에서 애틀랜타 브레이브스를 상대로 비로 방해된 아웃에서 5개의 회들에서 활약하였다. 7월 14일 로스앤젤레스 다저스의 완봉 경기에서 5 대 0의 우승에서 2개의 안타와 스트라이크 세븐을 허용하였다. 그 일은 그의 10번째 경력 완봉이자 카디널 선수로서 5번째였다. 그 경연에 이어 카펜터는 7월 13일부터 16일까지의 올스타 단축의 주를 위하여 이번 주의 내셔널 리그 선수로 임명되었다.
7월 25일 콜로라도 로키스를 상대로 쿠어스 필드에 데뷔한 카펜터는 덴버에서 카디널스의 처음이자 마지막 완봉 우승을 위하여 랜디 플로레스와 제이슨 이스링하우젠과 함께 결합하였다. 15개의 득점과 17개의 회들을 허용한 후 자신의 이전의 3개의 출발에서 우승하지 못한 그는 자신의 11번째 경력 완봉을 위하여 8월 15일 레즈를 상대로 4번째 타자를 투구하였다. 카펜터가 스트라이크아웃 식스를 시킨 동안에 단 1명의 주자 만이 2루에 도달하였다. 다음 출발에 그는 컵스에 5 대 3의 승리에서 우승 투수였으며 7개의 회에 2개의 득점을 허용하였다. 동료 선수들 크리스 덩컨과 더불어 카펜트는 8월 20일에 끝난 주를 위하여 이번 주의 내셔널 리그 합동 선수로 임명되었다. 레즈와 컵스를 상대로 2개의 출발에서 그는 그는 1.06의 방어율과 4구로 출구가 없이 13명을 스트라이크아웃을 만들었다.
9월 11일 카펜터는 자신의 4번째 완료 경기와 시즌의 3번째 완봉을 위하여 7 대 0의 최종적 득점에서 애스트로스를 완봉하였다. 그것은 카디널스 선수로서 자신의 50번째 우승이기도 하였다. 그는 2006년에 자신의 100번째 경력 우승을 얻는 데 카디널스의 투수의 3번째 일원이 되어 9월 16일 샌프란시스코 자이언츠를 상대로 균형을 이루는 데 제프 서펀과 마크 멀더에 가입하였다. 처음으로 전 동료 선수 맷 모리스를 향하여 카디널스는 6 대 1로 승리하였다. 카펜터는 7개의 완료된 회들에 새롭게 전개된 커브볼을 이용하여 8번째 회에서 홀로의 득점을 허용하였다. 그날에 끝난 주를 위하여 자신의 3번째 이번 주의 내셔널 리그 선수 상을 수상한 그는 15개의 스트라이크아웃과 2 승 0 패의 기록과 함께 0.56의 방어율 만을 허용하였다. 시즌을 위하여 그는 221과 3분의 2의 투구한 회에서 15개의 우승과 함께 3.09의 방어율을 공표하였다.
2번째 연속적 시즌을 위하여 내셔널 리그 디비전 시리즈에서 카디널스가 파드리스를 향하면서 카펜터는 13과 3분의 1의 투구한 회들을 스트라이크아웃 시키는 동안에 자신의 출발과 산출된 2.03의 방어율을 둘다 우승하였다. 내셔널 리그 챔피언십 리그에서 뉴욕 메츠를 상대로 그는 적게 효과적이었고, 2개의 출발들 중의 하나를 패하는 동안에 5.73의 방어율을 허용하였다. 카펜터는 부시 스타디움에서 10월 24일 디트로이트 타이거스를 상대로 3번째 경기에서 자신의 첫 월드 시리즈 출발을 만들었다. 그는 8번째 완봉 회들을 투구하여 3개의 안타와 스트라이크아웃 식스에 아무 득점들을 허용하지 않았다. 엘리아스 스포츠국에 의하면, 그 상연이 그를 월드 시리즈 경연에서 8회를 투구하고 3개 이상의 안타들을 허용하지 않는 데 카디널스 역사상 첫 투수로 만들었다. 20개의 예비 시즌들에서 2명의 다른 투수들 - 그렉 매덕스(1995)와 클레멘스(2000) 만이 업적을 성취하였다. 카디널스는 타이거스에 5개의 경기들에서 이겨 그에게 그의 첫 월드 시리즈 반지를 주었다. 카펜터는 브랜던 웹과 트레버 호프먼의 뒤로 내셔널 리그 사이 영 투표에서 3위를 하고, 내셔널 리그 MVP 투표에서 2위, 투수들 사이에 호프먼에 밀려 2위를 하였다. 그의 동료 선수들은 그를 카디널스를 위한 그 시즌의 대릴 카일 굿가이 상의 수상자로 투표하였다. 12월 4일 카디널스는 그들이 6천 5백만 달러의 5년 계약으로 다시 맺었다고 공고하여 2012년을 위하여 1천 2백만 달러의 선택과 함께 2011년을 통하여 팀과 함께 그를 간직하였다.

### 2007 ~ 09
2007 ~ 08 시즌에서 팔꿈치 문제들이 존속되어 카펜터가 양시즌의 거의를 놓치는 원인을 가져왔고 카디널스는 그 기간에 플레이오프를 놓쳤다. 그는 2009년에 돌아와 카디널스를 중부 디비전 타이틀로 이끄는 데 도움을 주었다. 그는 2007년 4월 1일 자신의 3번째 연속적 오프닝 데이 출발을 만들어 메츠의 톰 글래빈을 상대로 향하였다. 메츠는 6 대 1로 우승하여 카펜터에게 그의 첫 경력 오프닝 데이 패배를 주었다. 그는 명백한 팔꿈치 염증으로 인하여 자신의 다음 출발을 놓쳤다. 카디널스는 4월 9일 그를 장애자 명단에 놓았다. 5월 5일 팀은 팔꿈치에서 뼈의 가시를 다듬는 데 그가 수술을 해야한다고 공고하였다.
그는 2008년 7월 30일 브레이브스를 상대로 자신의 다음 메이저 리그 출연을 하였다. 그는 4개의 회들에 지속되어 5개의 안타들에 1개의 득점을 포기하였다. 판정을 받지 않음에 불구하고 카디널스는 7 대 2로 경기를 우승하였다. 그해의 한 포인트에서 그는 자신 경력의 나머지를 위하여 남아있던 자신의 투구 팔뚝에서 마비를 경험하기 시작하여 단속적으로 자신의 팔로부터 손, 목과 얼굴 근육으로 옮겨갔다.
2007 ~ 08 시즌으로부터 4개 만의 출발들을 만든 후, 카펜터는 자신의 2009년 시즌 데뷔에서 파이리츠를 상대로 4월 9일 1개의 안타 상연으로 돌아왔다. 부시 스타디움에서 그는 개의 회들을 위하여 그들을 완봉하였다. 4월 14일 시즌의 2번째 출발에서 그는 자신의 흉곽을 삐어 15일간의 장애자 명단에 놓였다.
5월 20일 카펜터는 카디널스를 위하여 자신의 100번째 출발을 만드는 데 1달을 놓친 후 돌아왔다. 그는 시카고 컵스를 상대로 5개의 완봉 회들을 투구하여 2 대 1의 승리에서 3개의 안타를 허용하였다. 그 우승과 함께 클럽과 그의 우승 퍼센티지는 .726으로 늘어나 자신의 첫 100개의 출발들을 통하여 카디널스 선수에 의한 최고 방어율로 존 튜더의 49 승 21 패 기록을 넘었다.
6월 4일 그는 자신의 26번째 완료 경기를 던져 시즌을 위한 자신의 방어율을 0.71로 낮추었다. 7월에 그는 1.75의 방어율과 함께 5개의 출발과 36개의 투구한 회들에서 4 승 0 패였다. 그는 8월 12일 레즈를 스트라이크아웃 텐을 시키는 동안에 7개의 완봉 회들을 던졌다. 8월 22일 펫코 파크에서 파드리스에 7 대 0의 승리는 그 순환에서 1.92의 방어율과 함께 10개의 출발들에서 그의 9번째 우승을 주었다. 그 일은 또한 카디널스의 사상 프랜차이즈 역사상 비공식적인 10000번째 우승이었다. 당시 공식적 총계는 9219였다.
카펜터는 6개의 출발들에서 5 승 0 패의 기록과 2.20의 방어율과 함께 8월을 위하여 이번 달의 내셔널 리그 투수 상을 수상하였다. 그는 9월 7일 밀러 파크에서 브루어스를 상대로 그는 10명을 스트라이크아웃 시켜 2006년 9월 11일 이래 자신의 첫 완봉을 얻었다. 10월 1일 그는 그레이트 아메리칸 볼 파크에서 레즈의 13 대 0의 패주에서 자신의 첫 경력 홈런을 치고 2개의 득점으로 2루타를 쳐 경기에서 최소한 6새의 타점과 함께 디비전 활약의 출현 이래 4번째 만의 투수가 되었다. 그 총계는 1973년 7월 26일 5개와 함께 깁슨이 설립한 투수들을 위하여 카디널스의 클럽 기록을 깼다.
한해를 위하여 카펜터는 192와 3분의 2의 투수한 회에서 경력 최고의 2.24의 방어율과 17개의 우승과 4개 만의 패배와 함께 메이저 리그를 이끄는 .810 우승 퍼센티즈와 함께 내셔널 리그를 이끌었다. 더욱 나가서 그는 38명의 타자들을 1루로 나가게 하는 동안에 144명을 스트라이크아웃 시키고 7개의 홈런을 허용하였다.
시즌 이후에 카펜터는 30개의 1위 투표들의 27개를 이기면서 올해의 내셔널 리그 복귀 선수 상을 수상하였다. 그는 내셔널 리그 사이 영 상을 위하여 준우승하였다. 그는 또한 내셔널 리그 투수들 중에 최고들이었던 내셔널 리그 MVP 투표에서 14위를 하기도 하였다. 자신의 투구하는 팔에서 치수 병으로부터 회복되는 동안에 이전 시즌의 거의를 놓친 후, 2009년 시즌에서 그의 상연으로 그는 만장 일치로 토니 코니글라이로 상을 수상하였다.

### 2010 ~ 11

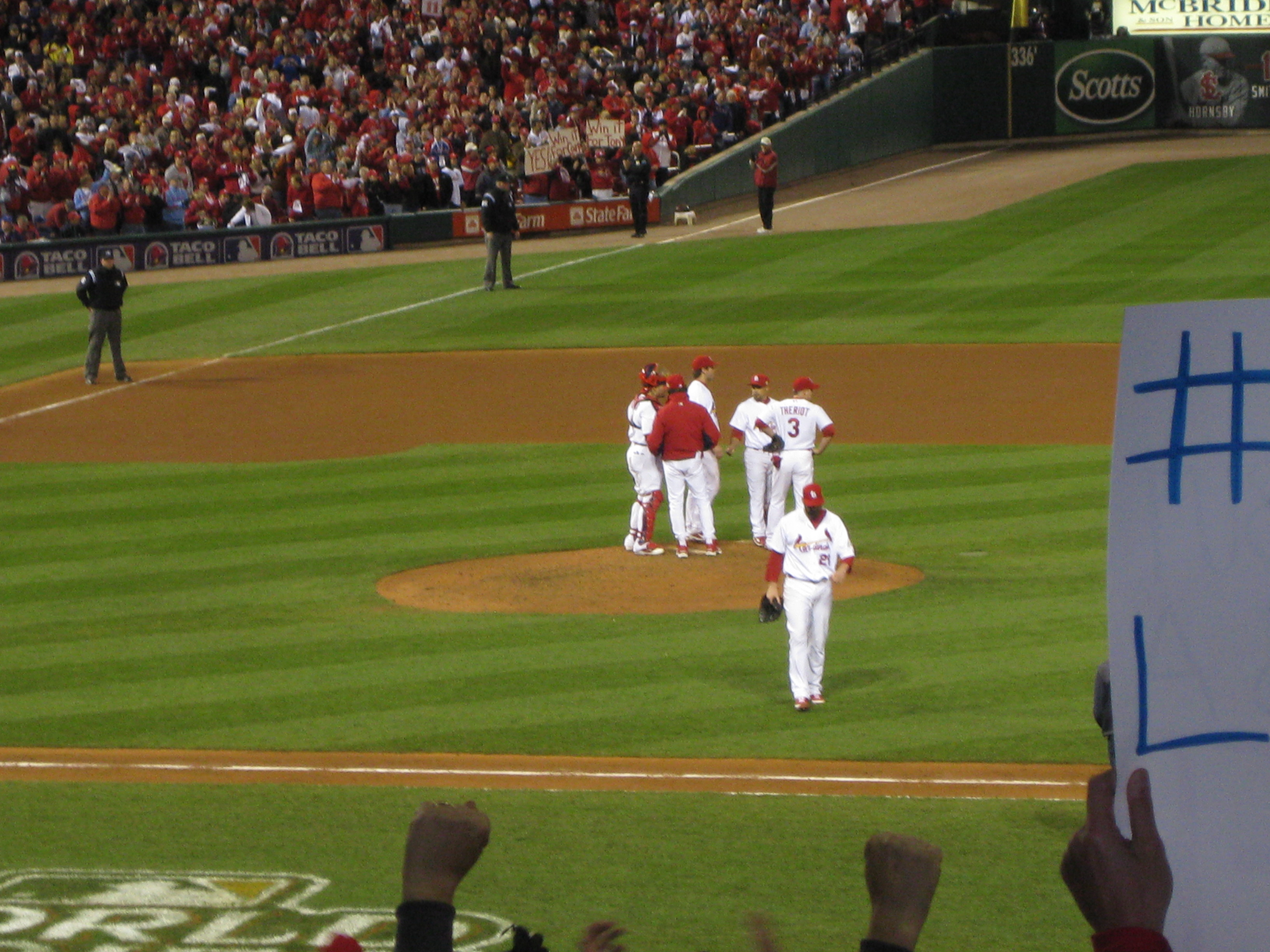
2011년 월드 시리즈의 7번째 경기에서 카펜터는 7회의 정상에서 구원되었다.

2010년 시즌 초기에 카펜터는 자신의 어깨에서 주로 집중된 자신의 투구하는 팔에서 이전의 약점과 마비로 관련된 늘어난 증상을 경험하였다. 그는 깊은 클레이턴 스캐그스 박사가 상연한 딥마사지와 근육 해제를 포함한 다수의 치료들을 통하여 구제를 얻었다. 구제는 장애자 명단에 놓임 없이 전체의 시즌에 활약하는 데 그를 허용하였다. 하지만 그 시기에 그의 컨디션은 안마로 더욱 저항되었다. 그는 자신 경력의 3번째 올스타 경기에 나왔다.
8월의 경기에서 카펜터는 신시내티 레즈와 함께 벤치 제거 싸움에 관련되었다. 벤치들을 제거한 카디널스의 포수 야디에르 몰리나와 레즈의 브랜든 필립스 사이에 사건에 이어 레즈의 감독 더스티 베이커와 함께 열나는 교환 이후에 두 팀은 서로와 함께 밀치고 격투하기 시작하였다. 포수들에 집적거리는 동안에 레즈의 출발 투수 조니 쿠에토는 몇몇의 카디널스 선수들에 난폭하게 발차고 카펜터와 포수 제이슨 라루에를 몇번 때렸다. 쿠에토는 사건으로 인하여 7개의 경기들에서 출전 정지를 당하였다. 싸움의 한복판에 카펜터는 몇몇의 선수들과 말들을 교환하는 것을 볼 수 있었고, 그러고나서 카디널스를 포함한 선수들의 전체 관중이 그의 방향에서 함께 집합하였다. 그는 노점과 경계를 이루는 울타리로 향하여 밀어올려졌고 혼돈의 중간에서 떨어질 뻔하였다.
2010년 시즌을 위하여 카펜터는 3.22의 방어율, 235개의 투구한 회들, 179개의 스트라이크아웃과 16 승 9 패의 기록과 함께 끝냈다. 그 일은 자신이 완전한 시즌을 활약하였으나 플레이오프를 놓친 자신의 카디널스 경력에서 단 하나의 시간이었다. 그는 출발과 경기들에서 메이저 리그들을 이끌고 투구한 회에서 내셔널 리그 2위를 하였다.
2011년 정규 시즌의 끝에서 카디널스는 세인트루이스 포스트디스패치의 스포츠 작가 버니 미클라스가 "정말같지 않은 복귀"로 이름을 지은 것으로 완성하는 데 카펜터에 부탁을 청하였다. 카디널스는 8월 28일에 공고된 애틀랜타 브레이브스에 10과 2분의 1의 경기를 우승한 결손을 자신들의 극복의 깨닫음으로부터 하나의 경기였다. 그들은 9월 29일 시즌의 최종적 경기로 들어가는 데 이끈 와일드 카드를 위하여 브레이브스와 동점을 매겼다. 카펜터는 휴스턴 애스트로스를 상대로 그 경기를 시작하여 자신의 2개의 안타 완봉의 뒤로 8 대 0의 우승을 확보하였다. 그 동안 필라델피아 필리스가 브레이브스를 4 대 3으로 꺾어 카디널스에게 와일드 카드 타이틀을 주고 플레이오프로부터 브레이브스를 탈락시켰다. 시즌을 위하여 카펜터는 3.45의 방어율을 공표하고 34와 함께 출발들에서 메이저 리그를 이끄는 동안에 내셔널 리그를 이끄는 237과 3분의 1의 회들을 투구하였다. 그는 191명의 타자들을 스트라이크아웃 시키고 4개의 경기들을 완료하여 3.473의 스트라이크아웃에서 4구에 의한 출루로 비율과 함께 내셔널 리그에서 9위였다.
우연히 카디널스는 5개의 경기 내셔널 리그 디비전 시리즈에서 필리스를 상대로 향하였다. 10월 7일 카펜터는 필라델피아에서 최후의 막을 위하여 시리즈에서 2번째로 출발하여 전 블루제이스 동료 선수이자 친구인 로이 할러데이를 상대로 짝을 지었다. 카펜터는 자신이 3개의 안타를 허용한 완료한 경기의 완봉에서 할러데이를 1 대 0에서 꺾고 숙련된 방어 후원을 받았다. 그 경기는 시리즈를 결말을 짖고 브루어스를 향하는 데 카디널스를 내셔널 리그 챔피언십 시리즈로 보냈다. 카펜터는 1번 시작하고 카디널스는 또한 이 시리즈를 우승하였다.
월드 시리즈에서 텍사스 레인저스를 만난 카펜터는 1번째 경기를 시작하였다. 카디널스는 3 대 2로 이기고 그는 판정을 얻었다. 카디널스의 선수로서 자신의 8번째 경력 공식 이후의 시즌을 이기면서 그는 사상의 프랜차이즈 지도를 위하여 깁슨을 능가하였다. 카펜터는 또한 5번째와 7번째 경기에서 투구하기도 하였다. 그는 3일간의 휴식에 7번째 경기의 6회들을 완료하여 카디널스를 6 대 2의 우승과 3번째 경력 월드 시리즈 우승으로 이끌었다. 그 일은 자신이 투구하겨 우승한 시즌의 3번째 결정타였다. 그의 전체의 2011년 공식 이후의 시즌 총계들은 4 승 0 패의 기록과 3.30의 방어율을 포함하였다.

### 2012 ~ 13

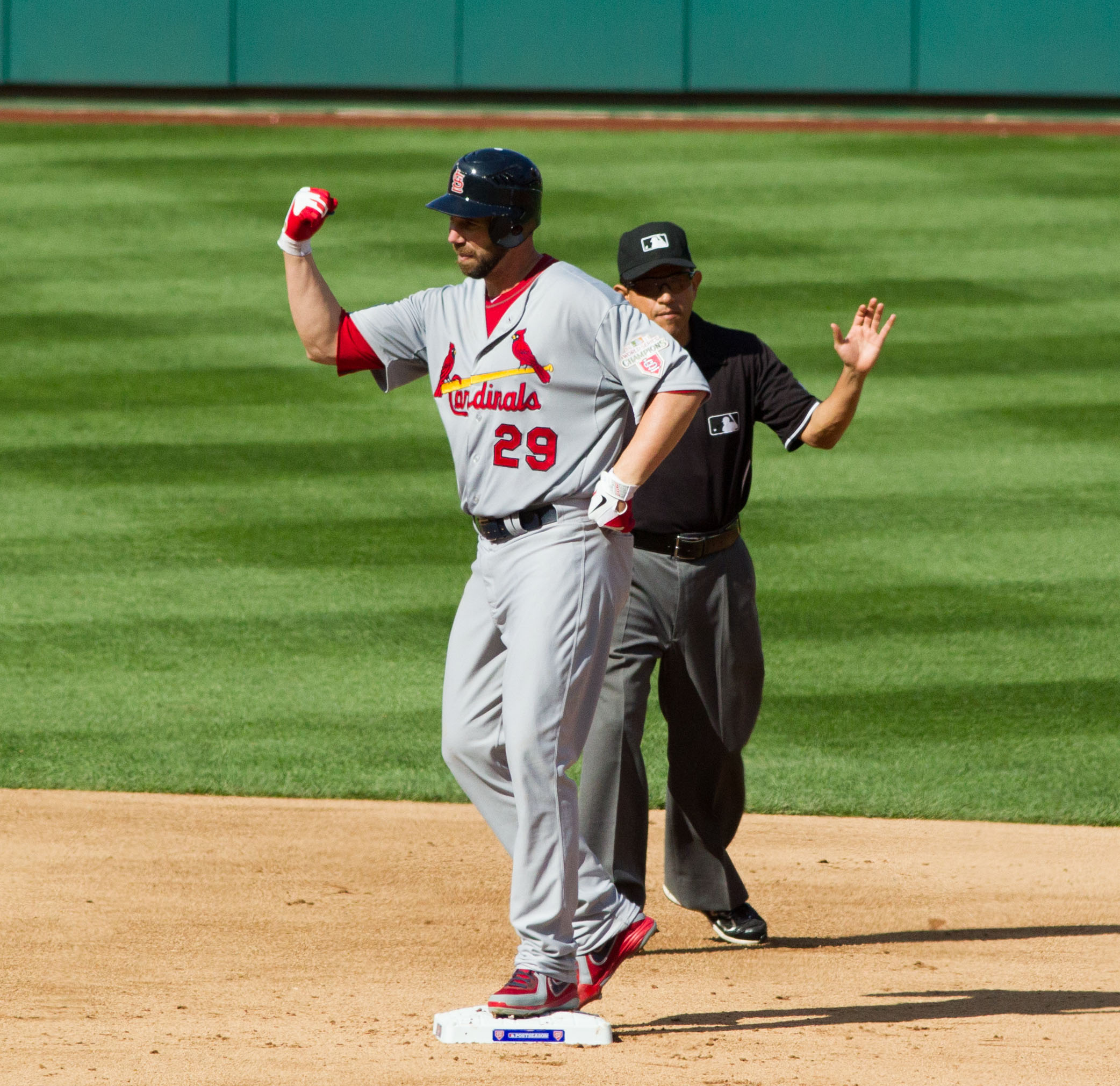
2012년 10월 10일 내셔널 리그 디비전 시리즈의 3번째 경기에서 2루에 있는 동안에 자신의 외과적으로 회복된 팔과 어깨를 굽히고 있는 카펜터

2개의 부상을 당한 시즌들(2007 ~ 08)을 이은 3개의 성공적 시즌들(2009 ~ 11)을 산출한 후, 카펜터는 또다시 2개의 연속적 시즌들의 거의를 놓쳤다. 이때 그들은 계약 아래 그의 최종적 메이저 리그 시즌들이었다. 그는 가슴 방출 증후군의 이유로 2012년의 거의를 위하여 투구하지 않았다. 시초적으로 어깨의 약점을 치료하는 데 3달간 강화 프로그램이 목표였다. 하지만 진찰이 실패하여 단 하나의 선택으로서 수술 중재를 떠났다. 7월 3일 팀과 카펜터는 가슴 방출 증후군을 보상하는 데 그가 수술을 해야한다고 공고하였다. 그 일은 그의 첫 갈비뼈의 이동, 목에서 2개의 사각근의 계량과 팔의 정맥총 안에서 신경의 탈출에 관련되었다. 시초의 발견 시간이 6달에 평가되어 그가 2012년 시즌의 나머지를 놓치고 2월에 이어 봄 훈련을 위해 준비할 것을 의미하였다. 7월 19일 그렉 펄 의사가 수술을 수행하였다. 기대에 도전하며 그의 빠른 회복은 9월 21일 컵스를 상대로 경기에서 투수판으로 돌아오는 데 허용하였다.
워싱턴 내셔널스를 상대로 그해의 내셔널 리그 디비전 시리즈의 3번째 경기에서 10월 10일에 그의 공식 이후의 시즌 우승은 그에게 10 승 2 패의 기록, 2.88의 방어율과 16개의 공식 이후의 시즌 출발들에서 100개의 회들을 그에게 주었다. 10개의 우승은 당시 메이저 리그 베이스볼 사상 공식 이후의 시즌에 그를 7위에 놓았다. 하지만 카디널스는 자이언츠를 상대로 내셔널 리그 챔피언십 시리즈의 7개의 경기들에서 패하였다.
2013년 2월 5일 카디널스의 공식 팀 웹사이트에 MLB.com 보고가 카펜터가 그해 시즌을 위하여 가망없는 투수로 숙고되었다고 진술하였다. 카디널스의 총지배인 존 모젤리악에 의하면 카펜터는 2012년의 거의를 위하여 그를 경기에 나가지 못하게 한 그의 오른쪽 어깨에 또다시 증후를 경험하였다고 팀의 공무원들에게 알렸다. 1월 중순에 그는 자신의 한산기 던지기 일과에서 어깨와 함께 자신이 아무런 문제를 겪지 않은 카디널스 겨울 준비 운동에서 기자들에게 밝혔다. 하지만 모젤리악에 의하면 불펜 회기들을 던지는 데 카펜터에 의한 몇몇의 시도들이 어깨 논쟁을 다시 꾸미는 원인을 일으켰다. 2월 11일 카펜터는 자신이 플로리다주 주피터에서 열리는 봄 훈련에 가지 않겠다고 진술하여 세인트루이스에 머물기로 결정하였다. 같은 날 기자 회견에서 그는 2013년 투구의 희망을 아직도 요구하였고 은퇴를 위하여 이야기 하는데 거부하였다. 2월 22일 팀은 60일간의 장애자 명단에 그를 놓았다.
5월 4일에 시작한 후 불펜의 외부로 투구하는 데 돌아오는 희망을 가진 그는 기분이 좋았고 던지기 프로그램을 다시 시작하였다. 모젤리악은 6월 후순 혹은 7월 초순에 카펜터가 돌아올 수 있을 것이라고 믿었다. 그는 자신의 전부 투구 타입들과 함께 5월 10일 70개의 투구들 주위의 불펜 회기를 던졌고 그 후에 그는 기분이 좋았고 5월 13일 자신의 5번째 회기를 위하여 준비되었다고 말하였다. 그는 2개의 마이너 리그 복귀 출발을 만들었으나 지속적으로 불쾌한 이유로 닫고 말았다. 그는 2013년 카디널스를 위하여 투구하지 않았다. 10월 13일 그의 대리인 밥 라몬테는 카펜터가 은퇴하고 카디널스 기구에서 경력을 추구하리라고 진술하였다. 모젤리악은 11월 20일 기자 회견이 있는 동안에 그의 은퇴를 확증하였다.

## 이후의 경력
선수로서 자신의 은퇴를 선언을 한지 대략 2달 후에 카디널스는 2014년 1월 카펜터가 팀의 본부에 가입하리라고 공고하였다. 모젤리악은 그가 스카우팅의 역할과 함께 정통할 것이라고 진술하였다. 본부의 직업은 카펜터를 위하여 불편한 증명을 하고 그는 그해 시즌 이후에 떠났다.

## 연도별 투수 성적
| 연 도      | 소 속      | 등 판 | 선 발 | 완 투 | 완 봉 | 무 4 구 | 승 리 | 패 전 | 세 이 브 | 홀 드 | 승 률 | 타 자 | 이 닝  | 피 안 타 | 피 홈 런 | 볼 넷 | 고 4 | 몸 맞 | 탈 삼 진 | 폭 투 | 보 크 | 실 점 | 자 책 점 | 평 자 책 | W H I P |
| ---------- | ---------- | ----- | ----- | ----- | ----- | ------- | ----- | ----- | -------- | ----- | ----- | ----- | ------ | -------- | -------- | ----- | ---- | ----- | -------- | ----- | ----- | ----- | -------- | -------- | ------- |
| 1997년     | TOR        | 14    | 13    | 1     | 1     | 0       | 3     | 7     | 0        | 0     | .300  | 374   | 81.1   | 108      | 7        | 37    | 0    | 2     | 55       | 7     | 1     | 55    | 46       | 5.09     | 1.78    |
| 1998년     | TOR        | 33    | 24    | 1     | 1     | 0       | 12    | 7     | 0        | 0     | .632  | 742   | 175.0  | 177      | 18       | 61    | 1    | 5     | 136      | 5     | 0     | 97    | 85       | 4.37     | 1.36    |
| 1999년     | TOR        | 24    | 24    | 4     | 1     | 2       | 9     | 8     | 0        | 0     | .529  | 663   | 150.0  | 177      | 16       | 48    | 1    | 3     | 106      | 9     | 1     | 81    | 73       | 4.38     | 1.50    |
| 2000년     | TOR        | 34    | 27    | 2     | 0     | 0       | 10    | 12    | 0        | 0     | .455  | 795   | 175.1  | 204      | 30       | 83    | 1    | 5     | 113      | 3     | 0     | 130   | 122      | 6.26     | 1.64    |
| 2001년     | TOR        | 34    | 34    | 3     | 2     | 1       | 11    | 11    | 0        | 0     | .500  | 930   | 215.2  | 229      | 29       | 75    | 5    | 16    | 157      | 5     | 0     | 112   | 98       | 4.09     | 1.41    |
| 2002년     | TOR        | 13    | 13    | 1     | 0     | 0       | 4     | 5     | 0        | 0     | .444  | 327   | 73.1   | 89       | 11       | 27    | 0    | 4     | 45       | 3     | 0     | 45    | 43       | 5.28     | 1.58    |
| 2004년     | STL        | 28    | 28    | 1     | 0     | 0       | 15    | 5     | 0        | 0     | .750  | 746   | 182.0  | 169      | 24       | 38    | 2    | 8     | 152      | 4     | 0     | 75    | 70       | 3.46     | 1.14    |
| 2005년     | STL        | 33    | 33    | 7     | 4     | 3       | 21    | 5     | 0        | 0     | .808  | 953   | 241.2  | 204      | 18       | 51    | 0    | 3     | 213      | 5     | 0     | 82    | 76       | 2.83     | 1.06    |
| 2006년     | STL        | 32    | 32    | 5     | 3     | 1       | 15    | 8     | 0        | 0     | .652  | 896   | 221.2  | 194      | 21       | 43    | 3    | 10    | 184      | 3     | 0     | 81    | 76       | 3.09     | 1.07    |
| 2007년     | STL        | 1     | 1     | 0     | 0     | 0       | 0     | 1     | 0        | 0     | .000  | 29    | 6.0    | 9        | 0        | 1     | 0    | 1     | 3        | 0     | 0     | 5     | 5        | 7.50     | 1.67    |
| 2008년     | STL        | 4     | 3     | 0     | 0     | 0       | 0     | 1     | 0        | 0     | .000  | 63    | 15.1   | 16       | 0        | 4     | 0    | 0     | 7        | 0     | 0     | 5     | 3        | 1.76     | 1.30    |
| 2009년     | STL        | 28    | 28    | 3     | 1     | 2       | 17    | 4     | 0        | 0     | .810  | 750   | 192.2  | 156      | 7        | 38    | 1    | 7     | 144      | 1     | 0     | 49    | 48       | 2.24     | 1.01    |
| 2010년     | STL        | 35    | 35    | 1     | 0     | 0       | 16    | 9     | 0        | 0     | .640  | 969   | 235.0  | 214      | 21       | 63    | 4    | 13    | 179      | 3     | 0     | 99    | 84       | 3.22     | 1.18    |
| 2011년     | STL        | 34    | 34    | 4     | 2     | 1       | 11    | 9     | 0        | 0     | .550  | 996   | 237.1  | 243      | 16       | 55    | 5    | 6     | 191      | 3     | 1     | 98    | 91       | 3.45     | 1.26    |
| 2012년     | STL        | 3     | 3     | 0     | 0     | 0       | 0     | 2     | 0        | 0     | .000  | 72    | 17.0   | 16       | 2        | 3     | 0    | 2     | 12       | 0     | 0     | 7     | 7        | 3.71     | 1.12    |
| 통산：15년 | 통산：15년 | 350   | 331   | 33    | 15    | 10      | 144   | 94    | 0        | 0     | .605  | 9305  | 2219.1 | 2205     | 220      | 627   | 23   | 85    | 1697     | 51    | 3     | 1021  | 927      | 3.76     | 1.28    |

- 2012년 기준, 굵은 글씨는 시즌 최고 성적.